# ピエール・ジャン・ジョルジュ・カバニス

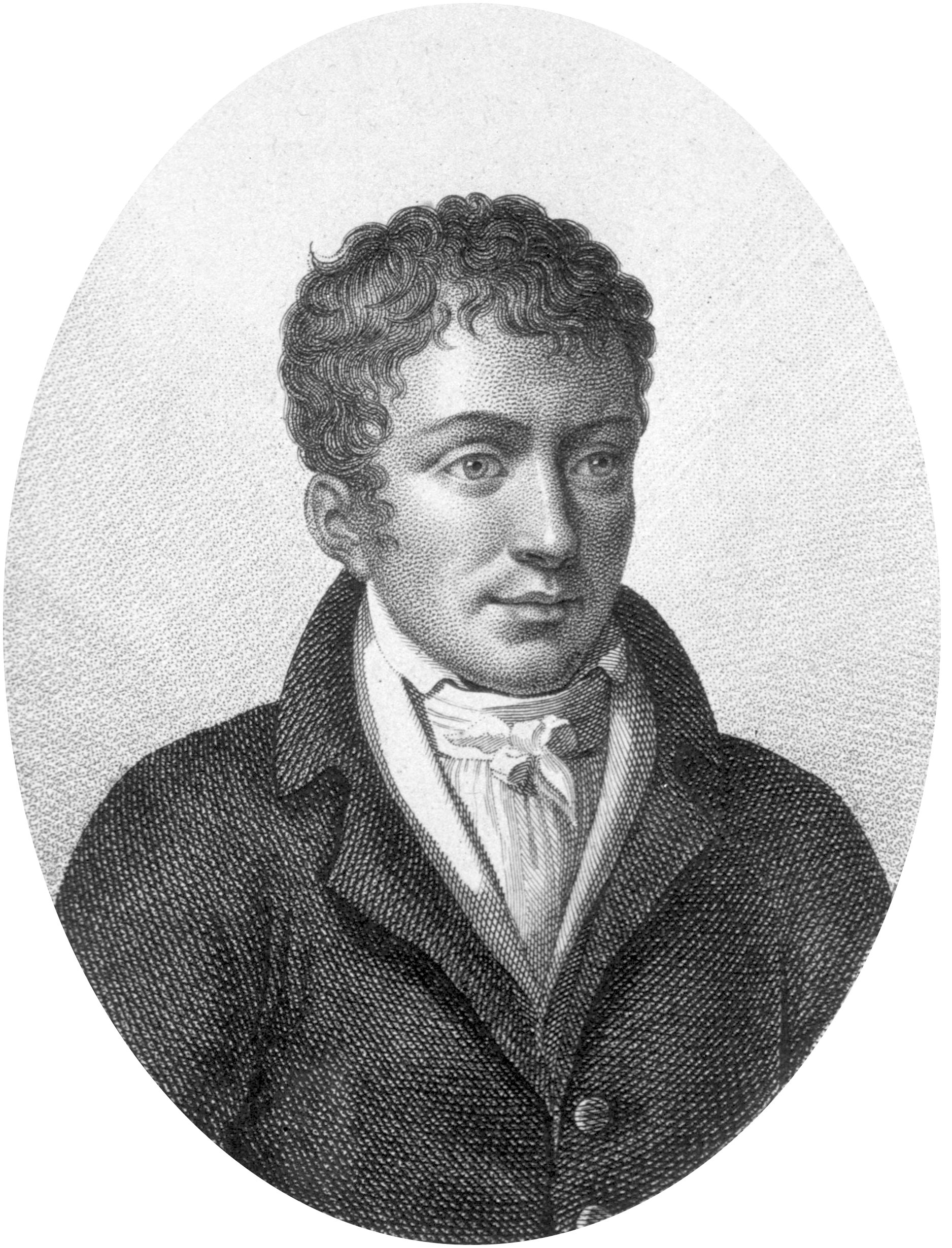
カバニスの肖像画。Ambroise Tardieu作。

ピエール・ジャン・ジョルジュ・カバニス (Pierre Jean Georges Cabanis, 1757年6月5日 - 1808年5月5日) はフランスの医師、哲学者。現代的心理生理学の創始者の一人である。ジョルジュ・カバニス (Georges Cabanis) 、カバニースとも。

## 経歴
フランス、コスナック（コレーズ県）の生まれ。1795年パリ大学衛生学教授就任後、内科学教授、法医学および医学史教授を歴任。
カバニスはオノーレ・ミラボーと交友を持ち、フランス革命にも関与した。デステュット・ド・トラシーらとともに観念学を提唱した。
カバニスは『人間の肉体と精神の関係について』でフランス人は多血胆汁質であるため革命を起こしたとした。

## 著書
- Sur les Rapports du physique et du moral de l'homme（『人間の肉体と精神の関係について』）全2巻、1799-1802年発行[1]